# Гуджешть (Вранча)
Гуджешть, Гуджешті (рум. Gugești) — село у повіті Вранча в Румунії. Адміністративний центр комуни Гуджешть.
Село розташоване на відстані 149 км на північний схід від Бухареста, 15 км на південь від Фокшан, 72 км на захід від Галаца, 118 км на схід від Брашова.

## Населення
За даними перепису населення 2002 року у селі проживали 5773 особи. Рідною мовою 5772 особи (> 99,9%) назвали румунську.
Національний склад населення села:
| Національність | Кількість осіб | Відсоток |
| -------------- | -------------- | -------- |
| румуни         | 5737           | 99,4%    |
| цигани         | 34             | 0,6%     |